# Корнеев, Андрей Дмитриевич
Андрей Дмитриевич Корнеев (1 сентября 1900, Троекуровка, Калужская губерния — 28 июня 1941, Могилёвский район, Могилёвская область) — советский военачальник, генерал-майор (1940).

## Биография
Родился 1 сентября 1900 года на хуторе Троекуровка (ныне — в Юхновском районе Калужской области) в русской крестьянской семье.
В Красной Армии с 1919 года. Участник Гражданской войны. Член РКП(б) с 1920 года.
Окончил 77-е Псковские пехотные курсы в 1922 году. С 1922 года служил в 29-м стрелковом полку 10-й стрелковой дивизии Ленинградского военного округа: с октября 1922 командир отделения, с июля 1923 командир взвода, с марта 1924 помощник командира роты, с мая 1924 командир роты, с июня 1929 исполняющий должность начальника полковой школы. Тогда же окончил повторное отделение среднего комсостава при Объединённой интернациональной военной школе (1925). С октября 1929 года исполнял должность командира роты в 7-й военной школе лётчиков. В 1933 году убыл на учёбу в академию.
В 1936 году окончил Военную академию РККА им. М. В. Фрунзе. С 1936 года служил в штабе Белорусского военного округа: помощник начальника 1-го отделения 1-го отдела штаба округа и начальник этого отделения. С июля 1938 года — начальник штаба Орловского военного округа.
С первого дня Великой Отечественной войны в Орловском ВО начала формироваться 20-я армия. 25 июня начальником штаба армии был назначен начальник штаба округа А. Д. Корнеев. Тогда же части армии начали выдвижение на Западный фронт.
Согласно записи в журнале боевых действий Резервного фронта, 28 июня 1941 года «в результате провокационной паники и стрельбы своей же охраной убит начштарм 20 генерал-майор Корнеев» в районе станции Бурбин — схз. Белица, 12-15 км юго-западнее г. Сенно, Могилёвский район, Могилёвская область. По другим данным, был убит немецкими диверсантами.

## Воинские звания
- капитан (30.12.1935)
- майор (22.02.1938)
- полковник (23.07.1938)
- комбриг (4.11.1939)
- генерал-майор (4.06.1940)[4]

## награды
- Орден Красной Звезды (22.02.1941)[5][6]